# Cyathea grangaudiana
Cyathea grangaudiana är en ormbunkeart som beskrevs av Janssen och Rakotondr. Cyathea grangaudiana ingår i släktet Cyathea och familjen Cyatheaceae. Inga underarter finns listade.